# Рамшир
Рамши́р (Ромшир, перс. رامشير‎) — город на юго-западе Ирана, в остане Хузестан.  Административный центр шахрестана Рамшир.
На 2006 год население составляло 24 782 человека.
| 1986   | 1991   | 1996   | 2006   |
| ------ | ------ | ------ | ------ |
| 20 973 | 22 704 | 22 633 | 24 782 |

## География
Город находится на юго-востоке Хузестана, в центральной части Хузестанской равнины  на высоте 17 метров над уровнем моря. Рамшир расположен на расстоянии приблизительно 80 километров к юго-востоку от Ахваза, административного центра остана и на расстоянии 280 километров к юго-западу от Исфахана.